# Paul Bürck
Paul Wilhelm Bürck (geboren 3. September 1878 in Straßburg, Deutsches Reich; gestorben 18. April 1947 in München) war ein deutscher Maler, Graphiker sowie Textildesigner und wirkte unter anderem als Mitglied der Darmstädter Künstlerkolonie auf der Mathildenhöhe.

## Lebensdaten
Nach einer Ausbildung zum Dekorationsmaler (1894–1897) bei Adolf Lentner und dem gleichzeitigen Abschluss an der Kunstgewerbeschule München (1895–1897) wurde Bürck im Jahr 1899 durch Großherzog Ernst Ludwig in die Darmstädter Künstlerkolonie berufen. Mit gut 20 Jahren war er das jüngste der sieben Gründungsmitglieder. Nachdem sein Vertrag nicht verlängert worden war, wechselte er im Jahr 1902 als Lehrer für Buchdruck und Lithographie an die Kunstgewerbe- und Handwerkerschule Magdeburg, wo er zwei Jahre blieb. Nach einem dreijährigen Studienaufenthalt in Rom (1905–1908) ließ er sich als freischaffender Maler und Graphiker in München nieder, wo er bis zu seinem Tode lebte.

## Nachlass
Ein Teil seines schriftlichen Nachlasses befindet sich im Deutschen Kunstarchiv im Germanischen Nationalmuseum in Nürnberg.

## Ehrungen
- „Grand Prix“ auf der Weltausstellung 1904 in St. Louis für das Magdeburger Zimmer (ein modernes Herrenarbeitszimmer)
- Im Münchner Stadtbezirk Aubing-Lochhausen-Langwied wurde der Paul-Bürck-Weg nach dem Künstler benannt.

## Künstlerische Bedeutung

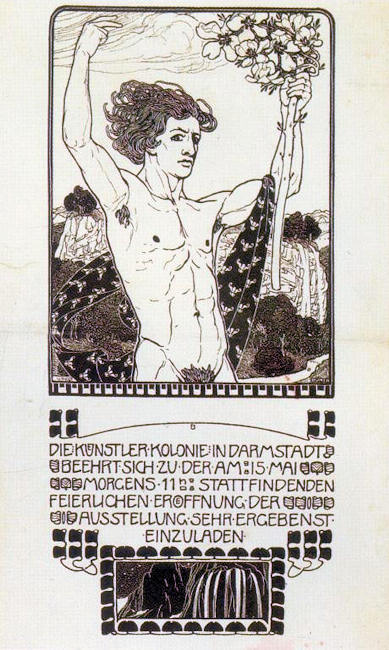
Paul Bürck: Einladungskarte (1901)

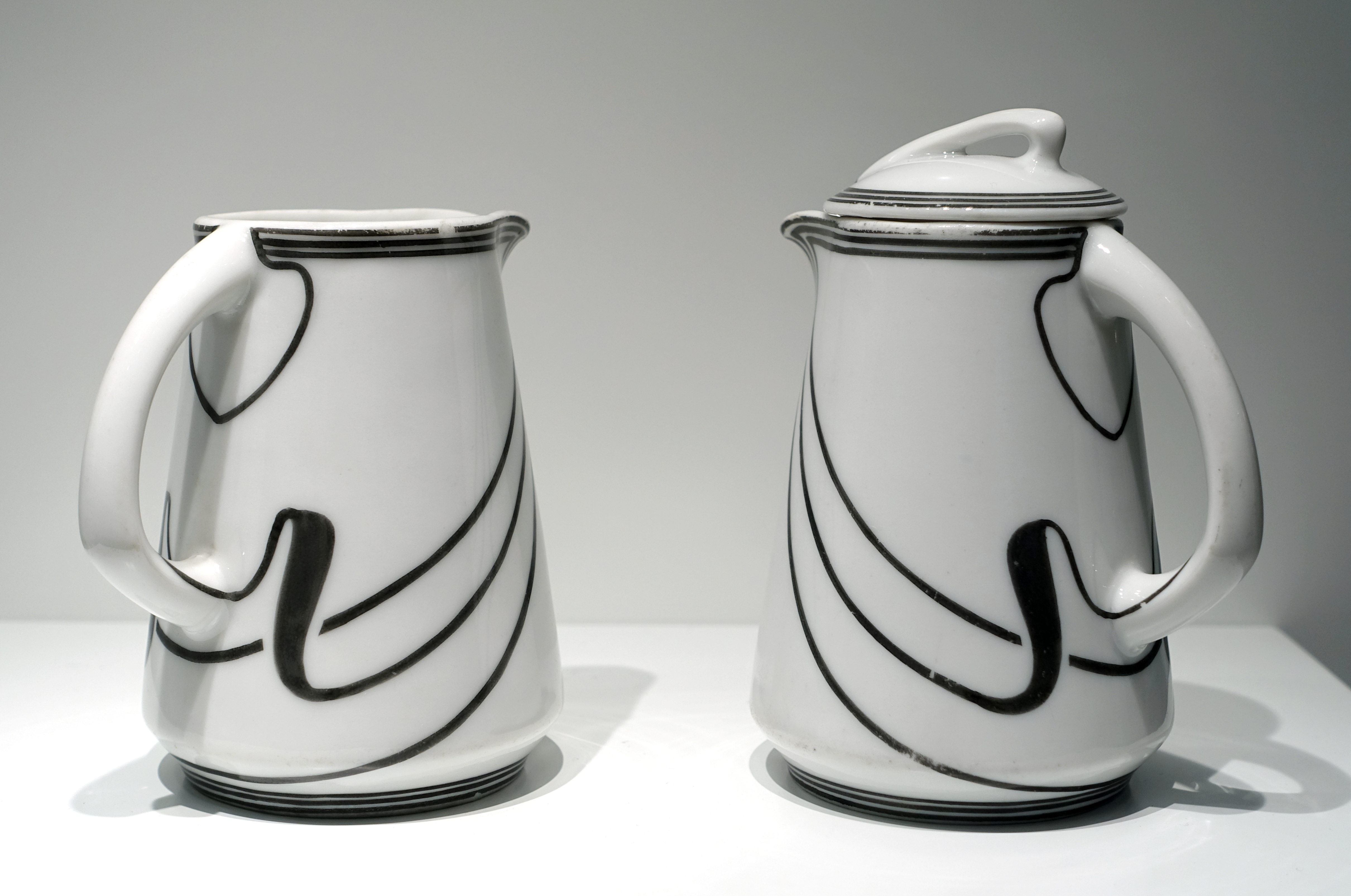
Porzellan-Service, Kaffee- und Teekanne, 1900–1901

Bereits in jungen Jahren erregte Bürck, der sich bei der Motivwahl von der Natur inspirieren ließ, durch originelle Entwürfe für Kunstverglasung, Fußbodenteppiche, Tapeten und Buchschmuck Aufsehen in der Kunstszene. Seine künstlerische Tätigkeit in der Darmstädter Künstlerkolonie im Alter von gut 20 Jahren ist vom floralen Jugendstil geprägt. Sein Hauptwerk, das heute nicht mehr zu sehen ist, war die Gestaltung von vier Wandfriesen im Ernst-Ludwig-Haus, dem neu errichteten Atelierhaus der Künstlergemeinschaft. Im Rahmen der ersten Ausstellung unter dem Titel Ein Dokument deutscher Kunst von Mai bis Oktober 1901 präsentierte Bürck Gemälde, Zeichnungen, Schmuck und buchkünstlerische Arbeiten. Außerdem war die zusammen mit Patriz Huber entworfene Einrichtung seiner Wohnung im Atelierhaus zu sehen. Für das Ausstellungsrestaurant entwarf er ein Porzellan-Service mit schwarz-weißer Ornamentik sowie die Speisen- und Getränkekarten.
Nach seiner Darmstädter Zeit fand Bürck mehr und mehr zu einer abstrakteren und strengeren Formensprache. Wichtigstes Ergebnis seiner Magdeburger Zeit ist die gemeinsam mit Albin Müller, Hans von Heider, Fritz von Heider und Paul Lang ausgeführte Ausgestaltung des „Magdeburger Zimmers“, das im Jahr 1904 auf der Weltausstellung in St. Louis 1904 mit dem Grand Prix ausgezeichnet wurde.
Bürck veröffentlichte zahlreiche Mappenwerke mit gedruckten Zeichnungen, Lithographien und Radierungen, die vorwiegend Landschaftsansichten sowie symbolistische und allegorische Folgen zeigen. Motive seiner durchweg gegenständlichen Malerei waren ab 1913 Landschaften, Figurenbilder und Porträts. Außerdem schuf er ca. 30 Exlibris für Ludwig Saeng, die Prinzessin zu Solms, Graf Otto von Westphalen und andere Eigner.
In der Zeit des Nationalsozialismus malte Bürck Wandgemälde, in denen eine Affinität zum Nationalsozialismus feststellbar ist.
Paul Bürck war Mitglied des Deutschen Künstlerbundes.